# Palermo (Buenos Aires)
Palermo je městská čtvrť, část Buenos Aires, hlavního města Argentiny. Nachází se v severní části města, na břehu estuáru Río de la Plata a hraničí se čtvrtěmi Belgrano, Colegiales, Chacarita, Villa Crespo, Almagro a Recoleta. Na území o rozloze 15,6 km² žilo v roce 2010 asi 225 tisíc obyvatel. Jedná se o největší čtvrť města, která se dále dělí na několik různých částí.
Název čtvrti pochází ze jména italského imigranta Juana Domingueze Palerma, který na konci 16. století, krátce po založení Buenos Aires, v oblasti pozdější čtvrti zakoupil pozemky. Velký rozvoj zaznamenalo Palermo v poslední třetině 19. století, kdy zde byla založena zoologická zahrada, park Tres de Febrero, park Plaza Italia či městský hipodrom. Během 20. století vznikla v Palermu také botanická zahrada, letiště Jorgeho Newberyho, planetárium či japonská zahrada. Ve 21. století přibylo Muzeum latinskoamerického umění Buenos Aires.
Ve čtvrti sídlí tenisový areál Buenos Aires Lawn Tennis Clubu, dějiště turnaje Argentina Open a reprezentačních utkání.